# Macrotarsipus microthyris
Macrotarsipus microthyris là một loài bướm đêm thuộc họ Sesiidae. Nó được tìm thấy ở Kenya và Malawi.